# دیانا آدامیان
دیانا هاکوبی آدامیان (به ارمنی: Դիանա Հակոբի Ադամյան؛ به انگلیسی: Diana Adamyan؛ زادهٔ ۷ مارس ۲۰۰۰) نوازنده ساز ویولن اهل ارمنستان است.

## زندگی‌نامه
وی در ۷ مارس ۲۰۰۰ در ایروان به دنیا آمد و از کنسرواتوار دولتی کومیتاس ایروان فارغ‌التحصیل گشت. او برنده جوایزی همچون رقابت بین‌المللی یهودی منوهین برای ویولن‌نوازان جوان (۲۰۱۸) و جایزه جوانان رئیس‌جمهور ارمنستان شده است.

## یادداشت
1. ↑  RA Presidential Youth Award

## نگارخانه

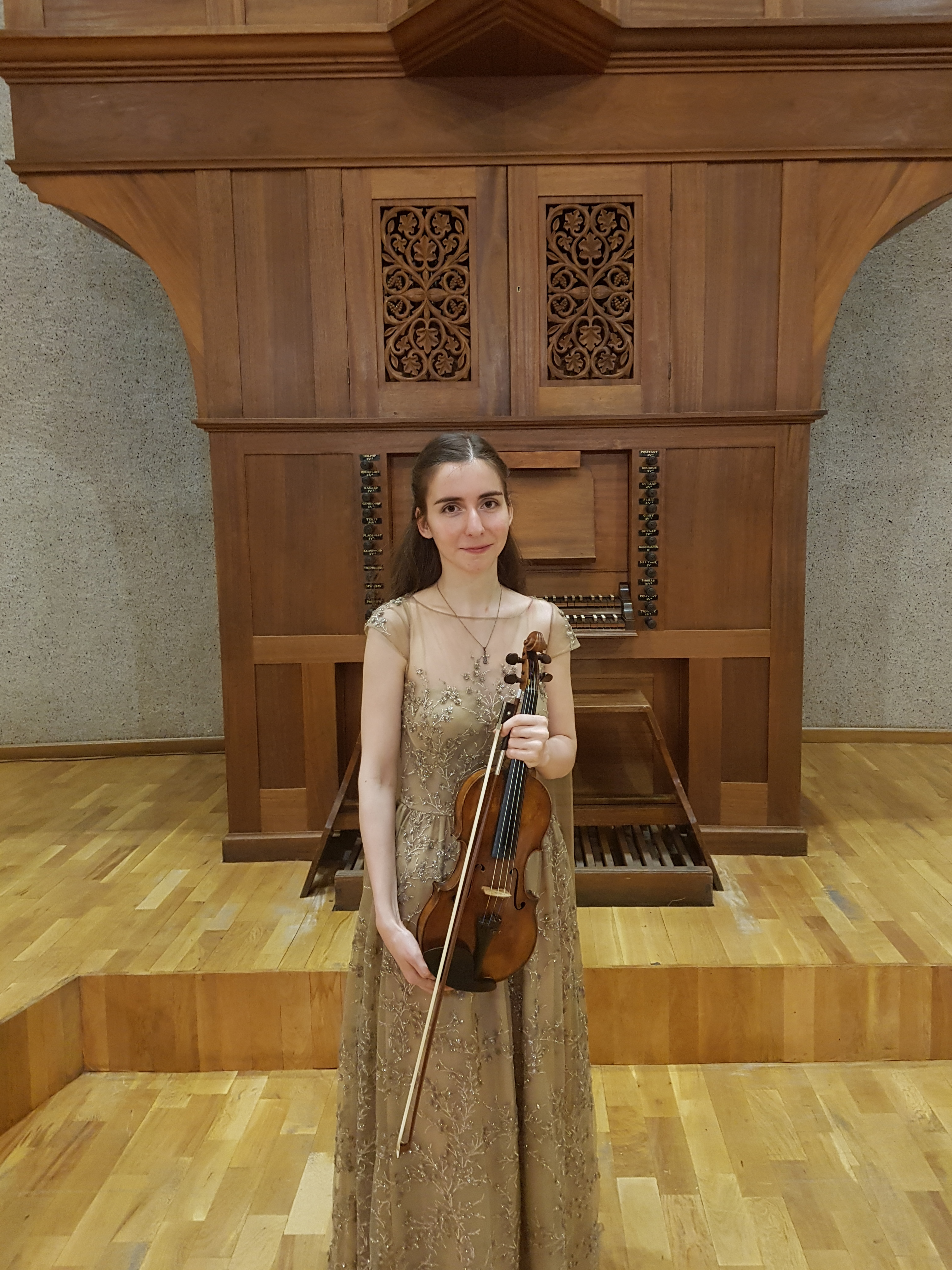
دیانا آدامیان در تالار موسیقی مرکزی ملی، ایروان